# The Age of Stupid
The Age of Stupid er en britisk film fra 2009 instrueret og skrevet af Franny Armstrong og med Pete Postlethwaite i rollen som en arkivar der i år 2055 lever alene i en verden ødelagt af klimaforandringerne.
Filmen er en såkaldt drama-dokumentar-animation hybrid, der kombinerer det fiktive miljø omkring Pete Postlethwaites karakter og de dokumentariske klip han ser.

## Ekstern henvisning
- The Age of Stupid på Internet Movie Database (engelsk)
- The Age of Stupid i Svensk Filmdatabas (svensk)
- The Age of Stupid på AlloCiné (fransk)
- The Age of Stupid på MovieMeter (nederlandsk)
- The Age of Stupid på AllMovie (engelsk)
- The Age of Stupid på Turner Classic Movies (engelsk)
- The Age of Stupid på The Movie Database (engelsk)
- The Age of Stupid på Rotten Tomatoes (engelsk)
- The Age of Stupid på Filmaffinity (engelsk)
- The Age of Stupid på Netflix (engelsk)